# Benson Boone
Benson James Boone (sinh ngày 25 tháng 6 năm 2002) là một nam ca sĩ kiêm nhạc sĩ sáng tác bài hát người Mỹ. Sinh ra và lớn lên tại Monroe, Washington, anh bắt đầu sự nghiệp âm nhạc khi thay thế một người bạn trong một cuộc thi âm nhạc. Sau đó, Boone tham gia American Idol một thời gian ngắn trước khi rút lui. Anh trở nên nổi tiếng trên TikTok và ký hợp đồng với Night Street Records.
Đĩa đơn đầu tay của Boone, "Ghost Town", được phát hành vào tháng 10 năm 2021 và lọt vào bảng xếp hạng tại 16 quốc gia. Boone đã phát hành nhiều đĩa đơn thành công, bao gồm "In the Stars" và "Beautiful Things". "Beautiful Things" đứng đầu bảng xếp hạng tại Vương quốc Anh, Úc, Canada, Pháp, Đức, Ireland và New Zealand và cũng là bài hát đầu tiên của anh lọt vào top năm trên bảng xếp hạng Billboard Hot 100 ở vị trí thứ hai. Album phòng thu đầu tay của anh, Fireworks & Rollerblades, được phát hành vào ngày 5 tháng 4 năm 2024.

## Xuất thân
Boone sinh ra ở Monroe, Washington. Bố mẹ anh là Nate và Kerry Boone. Boone có bốn chị em tên Kaylee, Natalee, Emma và Claire. Boone học tại Trường Trung học Monroe và là thành viên của đội tuyển lặn của trường.
Boone phát hiện năng khiếu âm nhạc khi một người bạn rủ anh chơi piano và hát trong cuộc thi ban nhạc ở trường trung học mặc dù trước đó anh không có kinh nghiệm hát. Boone học một học kỳ tại Đại học Brigham Young–Idaho trước khi tạm dừng việc học để tập trung vào sự nghiệp âm nhạc.

## Sự nghiệp

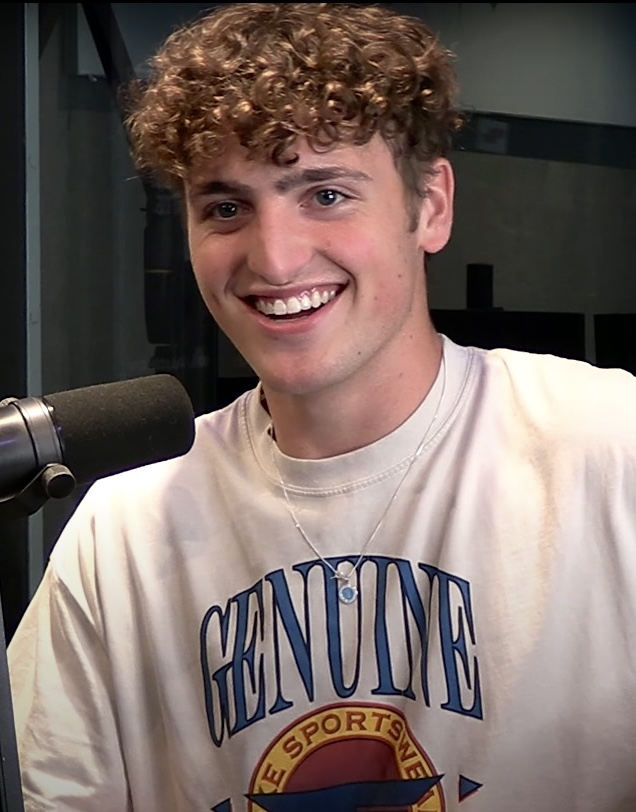
Boone vào năm 2022

Boone bắt đầu nghiêm túc theo đuổi sự nghiệp âm nhạc sau khi đi xem một buổi hòa nhạc của Jon Bellion. Anh bắt đầu đăng video hát lên TikTok và thử giọng cho mùa thứ 19 của American Idol vào đầu năm 2021. Boone giành được một suất vào vòng loại ở Hollywood nhưng rút lui khỏi cuộc thi, các buổi biểu diễn của anh trong vòng loại không được truyền hình.
Boone bắt đầu đăng một phần sáng tác trên tài khoản TikTok có 1,7 triệu người theo dõi. Anh thu hút được sự chú ý của Dan Reynolds và ký hợp đồng với hãng đĩa Night Street Records của ông trong một thỏa thuận hợp tác với Warner Records. Ngày 15 tháng 10 năm 2021, Boone phát hành đĩa đơn đầu tay, Ghost Town". Boone chơi trống, guitar và piano trong bài hát và thiết kế hình ảnh minh họa cho đĩa đơn. Boone biểu diễn bài hát trên The Ellen DeGeneres Show, The Kelly Clarkson Show và Late Night with Seth Meyers; bài hát lọt vào bảng xếp hạng ở 14 quốc gia, bao gồm Billboard Hot 100.
Boone phát hành đĩa đơn thứ hai, "Room for 2", vào ngày 18 tháng 2 năm 2022.
Tháng 5 năm 2024, Taylor Swift thông báo rằng Boone là một trong ba nghệ sĩ mở màn cho các buổi diễn tại Luân Đôn trong chuyến lưu diễn The Eras Tour của cô tại Sân vận động Wembley, cùng với Paramore. Boone mở màn cho buổi biểu diễn của Swift vào ngày 23 tháng 6.

## Đời tư
Từ tháng 3 năm 2024, Boone đang quen nữ diễn viên, influencer TikTok Maggie Thurmon.
Boone là một thành viên của Giáo hội các Thánh hữu Ngày sau của Chúa Giêsu Kytô. Anh học một học kỳ tại Đại học Brigham Young–Idaho thuộc sở hữu Giáo hội trước khi tạm dừng việc học để tập trung vào sự nghiệp âm nhạc.

## Danh sách đĩa nhạc

### Album phòng thu
| Tên                      | Chi tiết | Vị trí xếp hạng | Vị trí xếp hạng | Vị trí xếp hạng        | Vị trí xếp hạng                    | Vị trí xếp hạng    | Vị trí xếp hạng | Vị trí xếp hạng                  | Vị trí xếp hạng   | Vị trí xếp hạng | Chứng nhận |
| Tên                      | Chi tiết | Billboard 200   | ARIA Charts     | Canadian Singles Chart | Tổ chức Xuất bản Âm thanh Quốc gia | Irish Albums Chart | VG-lista        | Official New Zealand Music Chart | Sverigetopplistan | UK Albums Chart | Chứng nhận |
| ------------------------ | --- | --------------- | --------------- | ---------------------- | ---------------------------------- | ------------------ | --------------- | -------------------------------- | ----------------- | --------------- | --- |
| Fireworks & Rollerblades | - Ngày phát hành: 5 tháng 4 năm 2024 - Hãng đĩa: Night Street, Warner Records - Định dạng: LP, CD, tải nhạc, phát trực tuyến | 6               | 17              | 5                      | 7                                  | 15                 | 1               | 5                                | 5                 | 16              | - Hiệp hội Công nghiệp Ghi âm Hoa Kỳ: Bạch kim - Hiệp hội Công nghiệp Ghi âm Anh: Vàng - Music Canada: 2× Bạch kim - Recorded Music NZ: Bạch kim - Tổ chức Xuất bản Âm thanh Quốc gia: Vàng |

### Đĩa mở rộng
| Tên                      | Chi tiết | Bảng xếp hạng | Bảng xếp hạng                         | Bảng xếp hạng          | Bảng xếp hạng                      | Bảng xếp hạng      | Bảng xếp hạng | Bảng xếp hạng                    | Bảng xếp hạng     | Bảng xếp hạng   | Chứng nhận |
| Tên                      | Chi tiết | Billboard 200 | Hiệp hội Công nghiệp ghi âm Úc Charts | Canadian Singles Chart | Tổ chức Xuất bản Âm thanh Quốc gia | Irish Albums Chart | VG-lista      | Official New Zealand Music Chart | Sverigetopplistan | UK Albums Chart | Chứng nhận |
| ------------------------ | --- | ------------- | ------------------------------------- | ---------------------- | ---------------------------------- | ------------------ | ------------- | -------------------------------- | ----------------- | --------------- | --- |
| Fireworks & Rollerblades | - Ngày phát hành: 5 tháng 4 năm 2024 - Hãng đĩa: Night Street, Warner Records - Định dạng: LP, CD, tải nhạc, phát trực tuyến | 6             | 17                                    | 5                      | 7                                  | 15                 | 1             | 5                                | 5                 | 16              | - Hiệp hội Công nghiệp Ghi âm Hoa Kỳ: Bạch kim - Hiệp hội Công nghiệp Ghi âm Anh: Vàng - Music Canada: 2× Bạch kim - Recorded Music NZ: Bạch kim - Tổ chức Xuất bản Âm thanh Quốc gia: Vàng |

### Đĩa đơn
| Tên                                                                               | Năm  | Bảng xếp hạng     | Bảng xếp hạng                         | Bảng xếp hạng    | Bảng xếp hạng                      | Bảng xếp hạng       | Bảng xếp hạng | Bảng xếp hạng                    | Bảng xếp hạng     | Bảng xếp hạng    | Bảng xếp hạng        | Chứng nhận | Album                                       |
| Tên                                                                               | Năm  | Billboard Hot 100 | Hiệp hội Công nghiệp ghi âm Úc Charts | Canadian Hot 100 | Tổ chức Xuất bản Âm thanh Quốc gia | Irish Singles Chart | VG-lista      | Official New Zealand Music Chart | Sverigetopplistan | UK Singles Chart | Billboard Global 200 | Chứng nhận | Album                                       |
| --------------------------------------------------------------------------------- | ---- | ----------------- | ------------------------------------- | ---------------- | ---------------------------------- | ------------------- | ------------- | -------------------------------- | ----------------- | ---------------- | -------------------- | --- | ------------------------------------------- |
| "Ghost Town"                                                                      | 2021 | 100               | 67                                    | 53               | 92                                 | 29                  | 1             | 39                               | 17                | 46               | 79                   | - Hiệp hội Công nghiệp Ghi âm Hoa Kỳ: Bạch kim - Hiệp hội Công nghiệp Ghi âm Anh: Bạc - Liên đoàn Công nghiệp ghi âm Quốc tế Na Uy: Bạch kim - Music Canada: 2× Bạch kim - Recorded Music NZ: Bạch kim - Tổ chức Xuất bản Âm thanh Quốc gia: Bạch kim         | Walk Me Home... và Fireworks & Rollerblades |
| "Room for 2"                                                                      | 2022 | —                 | —                                     | —                | —                                  | —                   | —             | —                                | —                 | —                | —                    | | Walk Me Home...                             |
| "In the Stars"                                                                    | 2022 | 82                | 34                                    | 30               | 59                                 | 10                  | 4             | 15                               | 8                 | 21               | 48                   | - Hiệp hội Công nghiệp Ghi âm Hoa Kỳ: 2× Bạch kim - Hiệp hội Công nghiệp Ghi âm Anh: Bạch kim - Liên đoàn Công nghiệp ghi âm Quốc tế Na Uy: Vàng - Music Canada: 3× Bạch kim - Recorded Music NZ: 2× Bạch kim - Tổ chức Xuất bản Âm thanh Quốc gia: Kim cương | Walk Me Home... và Fireworks & Rollerblades |
| "Better Alone"                                                                    | 2022 | —                 | —                                     | —                | —                                  | —                   | —             | —                                | —                 | —                | —                    | | Walk Me Home...                             |
| "Before You"                                                                      | 2022 | —                 | —                                     | —                | —                                  | —                   | 20            | —                                | —                 | —                | —                    | Đĩa đơn không nằm trong album |                                             |
| "Sugar Sweet"                                                                     | 2023 | —                 | —                                     | —                | —                                  | —                   | —             | —                                | —                 | —                | —                    | | Pulse                                       |
| "What Was"                                                                        | 2023 | —                 | —                                     | —                | —                                  | —                   | —             | —                                | —                 | —                | —                    | | Pulse                                       |
| "To Love Someone"                                                                 | 2023 | —                 | —                                     | —                | —                                  | —                   | —             | —                                | —                 | —                | —                    | Đĩa đơn không nằm trong album |                                             |
| "Beautiful Things"                                                                | 2024 | 2                 | 1                                     | 1                | 1                                  | 1                   | 1             | 1                                | 3                 | 1                | 1                    | - Hiệp hội Công nghiệp Ghi âm Hoa Kỳ: 5× Bạch kim - Hiệp hội Công nghiệp ghi âm Úc: 8× Bạch kim - Hiệp hội Công nghiệp Ghi âm Anh: 3× Bạch kim - Music Canada: Kim cương - Recorded Music NZ: 4× Bạch kim - Tổ chức Xuất bản Âm thanh Quốc gia: Kim cương     | Fireworks & Rollerblades                    |
| "Slow It Down"                                                                    | 2024 | 32                | 21                                    | 19               | 82                                 | 15                  | 14            | 18                               | 39                | 14               | 23                   | - Hiệp hội Công nghiệp Ghi âm Hoa Kỳ: Bạch kim - Hiệp hội Công nghiệp ghi âm Úc: Bạch kim - Hiệp hội Công nghiệp Ghi âm Anh: Bạch kim - Music Canada: 2× Bạch kim - Recorded Music NZ: Bạch kim - Tổ chức Xuất bản Âm thanh Quốc gia: Vàng                    | Fireworks & Rollerblades                    |
| "Pretty Slowly"                                                                   | 2024 | 86                | —                                     | 87               | —                                  | 85                  | —             | —                                | —                 | 43               | 190                  | | Fireworks & Rollerblades                    |
| "—" biểu thị các mục không được phát hành ở quốc gia đó hoặc không được xếp hạng. |      |                   |                                       |                  |                                    |                     |               |                                  |                   |                  |                      | |                                             |

### Những bài hát khác được xếp hạng
| "Nights Like These"                                                               | 2022 | —  | —  | —  | —  | 33 | —  | —  | —  | | Walk Me Home...          |
| "Be Someone"                                                                      | 2024 | —  | —  | —  | —  | 18 | —  | —  | —  | | Fireworks & Rollerblades |
| "Cry"                                                                             | 2024 | 60 | 52 | 53 | 36 | 6  | 78 | 55 | 86 | - Hiệp hội Công nghiệp Ghi âm Hoa Kỳ: Vàng - Hiệp hội Công nghiệp ghi âm Úc: Vàng - Music Canada: Vàng | Fireworks & Rollerblades |
| "Forever and a Day"                                                               | 2024 | —  | —  | —  | —  | 27 | —  | —  | —  | | Fireworks & Rollerblades |
| "Death Wish Love"                                                                 | 2024 | —  | —  | —  | —  | 15 | —  | —  | —  | | Twisters: Album          |
| "—" biểu thị các mục không được phát hành ở quốc gia đó hoặc không được xếp hạng. |      |    |    |    |    |    |    |    |    | |                          |

## Lưu diễn

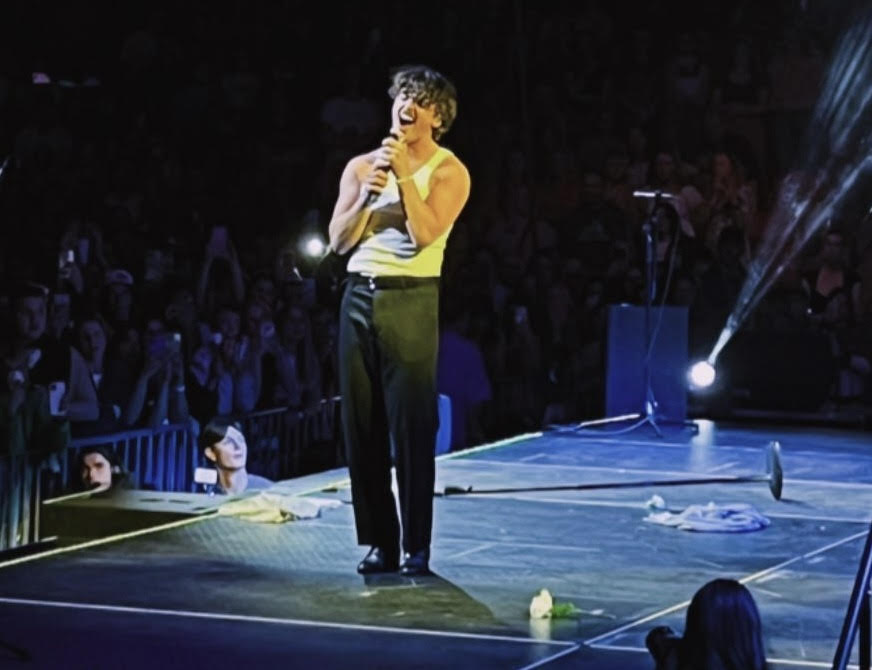
Boone biểu diễn tại Pulse Tour vào năm 2023

### Biểu diễn
- Pulse Tour (2023)
- Fireworks & Rollerblades World Tour (2024-2025)

### Mở màn
- Taylor Swift – The Eras Tour (2024)

## Giải thưởng và đề cử
| Năm  | Giải thưởng                         | Hạng mục                                                | Đề cử                      | Kết quả   | Tham khảo     |
| ---- | ----------------------------------- | ------------------------------------------------------- | -------------------------- | --------- | ------------- |
| 2024 | Nickelodeon Kids' Choice Awards     | Bài hát viral yêu thích                                 | "Beautiful Things"         | Đề cử     | [ 59 ]        |
| 2024 | Giải Video âm nhạc của MTV          | Nghệ sĩ mới xuất sắc nhất                               | Bản thân                   | Đề cử     | [ 60 ] [ 61 ] |
| 2024 | Giải Video âm nhạc của MTV          | Alternative xuất sắc nhất                               | "Beautiful Things"         | Đoạt giải | [ 60 ] [ 61 ] |
| 2024 | Giải Video âm nhạc của MTV          | Bài hát mùa hè                                          | "Beautiful Things"         | Đề cử     | [ 60 ] [ 61 ] |
| 2024 | Giải Video âm nhạc của MTV          | PUSH Performance of the Year                            | "In the Stars"             | Đề cử     | [ 60 ] [ 61 ] |
| 2024 | Giải thưởng Âm nhạc NRJ             | International Revelation                                | "Beautiful Things"         | Đoạt giải | [ 62 ]        |
| 2024 | Giải thưởng Âm nhạc NRJ             | Bài hát quốc tế                                         | "Beautiful Things"         | Đoạt giải | [ 62 ]        |
| 2024 | Giải thưởng Âm nhạc Los 40          | Nghệ sĩ xuất sắc nhất                                   | Bản thân                   | Đề cử     |               |
| 2024 | Giải thưởng Âm nhạc Los 40          | Nghệ sĩ mới xuất sắc nhất                               | Bản thân                   | Đoạt giải |               |
| 2024 | Giải thưởng Âm nhạc Los 40          | Album xuất sắc nhất                                     | "Fireworks & Rollerblades" | Đề cử     |               |
| 2024 | Giải thưởng Âm nhạc Los 40          | Bài hát xuất sắc nhất                                   | "Beautiful Things"         | Đoạt giải |               |
| 2024 | Giải thưởng Âm nhạc Los 40          | Live xuất sắc nhất                                      | Bản thân                   | Đề cử     |               |
| 2024 | Giải thưởng Âm nhạc châu Âu của MTV | Bài hát xuất sắc nhất                                   | "Beautiful Things"         | Đề cử     |               |
| 2024 | Giải thưởng Âm nhạc châu Âu của MTV | Nghệ sĩ mới xuất sắc nhất                               | Bản thân                   | Đoạt giải |               |
| 2024 | Giải thưởng Âm nhạc Billboard       | Top nghệ sĩ mới                                         | Bản thân                   | Đề cử     | [ 63 ]        |
| 2024 | Giải thưởng Âm nhạc Billboard       | Top Hot 100 Song                                        | "Beautiful Things"         | Đề cử     | [ 63 ]        |
| 2024 | Giải thưởng Âm nhạc Billboard       | Top bài hát radio                                       | "Beautiful Things"         | Đề cử     | [ 63 ]        |
| 2024 | Giải thưởng Âm nhạc Billboard       | Top bài hát bán chạy                                    | "Beautiful Things"         | Đề cử     | [ 63 ]        |
| 2024 | Giải thưởng Âm nhạc Billboard       | Top bài hát Billboard Global 200                        | "Beautiful Things"         | Đoạt giải | [ 63 ]        |
| 2024 | Giải thưởng Âm nhạc Billboard       | Top bài hát Billboard Global 200 (không bao gồm Hoa Kỳ) | "Beautiful Things"         | Đoạt giải | [ 63 ]        |
| 2024 | Giải thưởng Âm nhạc Melon           | Nghệ sĩ pop xuất sắc nhất                               | Bản thân                   | Đoạt giải | [ 64 ]        |
| 2025 | Giải Grammy                         | Nghệ sĩ mới xuất sắc nhất                               | Bản thân                   | Đề cử     | [ 65 ]        |